# 麻豆腐

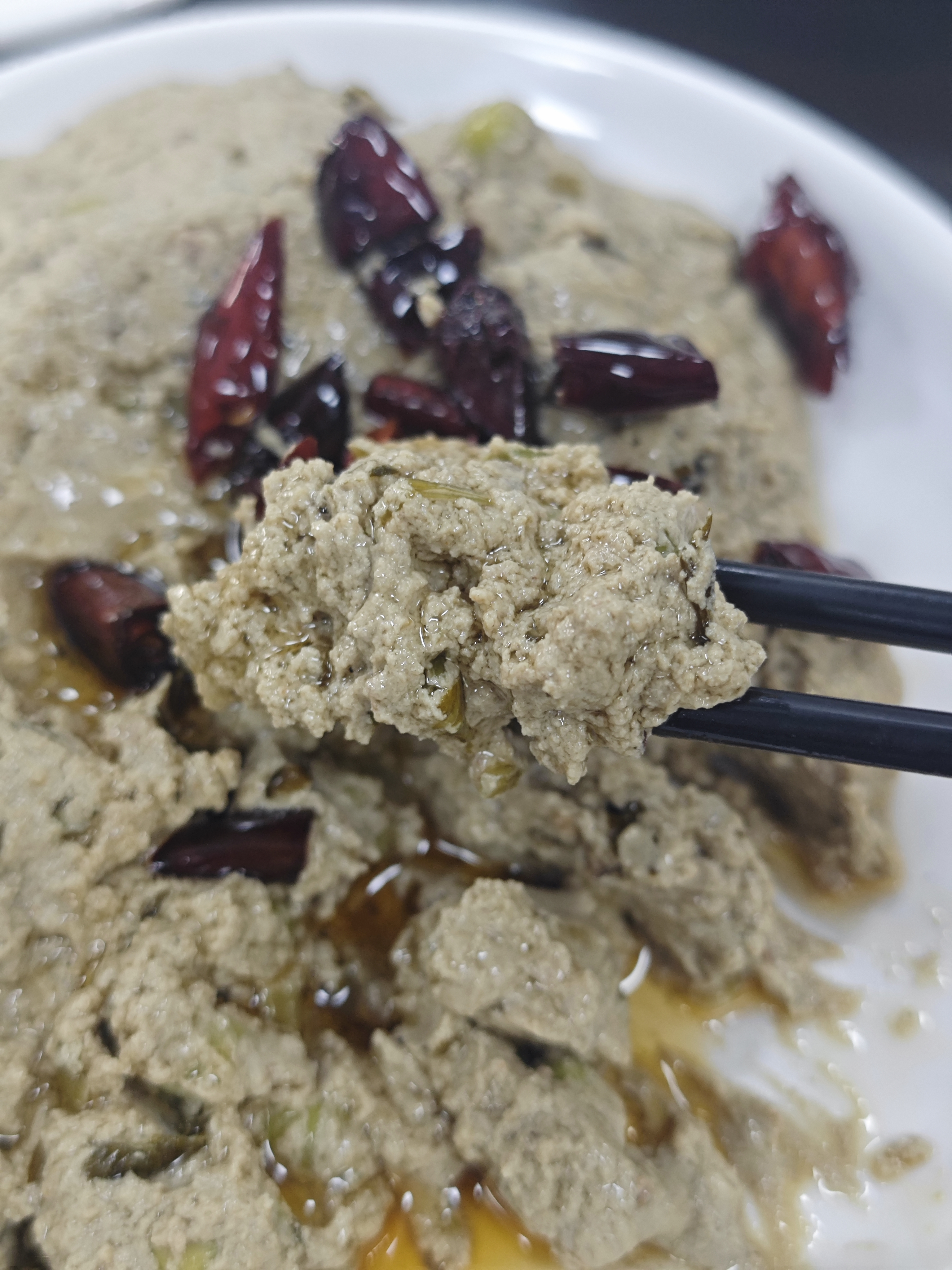
箸で持った麻豆腐

麻豆腐（マードウフ）は、北京料理の1種。緑豆からデンプンを作った後の「豆かす」を羊脂で炒めた料理である。
名称に「豆腐」の文字は含まれているが、豆腐は使用されない。緑豆は石臼で粉にし、水を加えてデンプンを採って、そのデンプンから春雨を作ったりするが、デンプンを採った残りの「豆かす」、いわば大豆のおからを少し発酵させてから、料理に用いる。雪菜など青菜の漬物を刻んだもの、大豆、エダマメなどを「豆かす」に加えて羊の脂で炒め、唐辛子入りの油をかける。家庭料理でもあるため、加える食材や味付けなどは提供する店や各家庭によって千差万別である。
箸休めや、酒の肴として食される。